# Thierry VI de Hollande
Pour les articles homonymes, voir Thierry VI.
Thierry VI de Hollande (en néerlandais : Dirk VI van Holland), né à La Haye vers 1114 et mort le 5 août 1157, est comte de Hollande de 1121 à 1157.
Il est le fils de Florent II, comte de Hollande, et de Pétronille de Lorraine.

## Biographie
Il devint comte à l'âge de sept ans, et sa mère fut régente. Elle soutenait le soulèvement de son demi-frère Lothaire de Supplimbourg contre l'empereur Henri V. Lothaire est élu roi des Romains en 1125 et donne au comté de Hollande la région de Leyde, qui relevait jusqu'alors de l'évêché d'Utrecht.
Vers 1130, son frère Florent le Noir à la tête des Frisons se révoltent, et sont soumis en 1131. Florent est tué en octobre 1132, mais les frisons occidentaux continuent leur révolte.
Après la mort de Lothaire, il soutient l'empereur Conrad III, qui favorise la nomination du candidat de Thierry sur le siège épiscopal d'Utrecht.
Thierry et sa mère favorisent les monastères d'Egmond et de Rijnsburg (comme l'abbaye de Rijnsburg). Les moines sont employés dans l'administration du comté, car ils sont capables de lire et écrire.
Thierry part également combattre en Terre sainte en 1139.
En 1156, Thierry VI se querelle avec l’abbé d'Egmond au sujet de la possession de l’église de Flardingue, revendiquée par les deux parties. Le conflit s’envenime au point que le comte finit excommunié.
À sa mort en 1157, il est le premier représentant de sa lignée à ne pas être inhumé dans l’abbaye d'Egmond.

## Famille

### Mariages et enfants
Il avait épousé avant 1137 Sophie de Rheineck (1117-1176), héritière de Bentheim, fille d'Otton de Luxembourg-Salm, comte palatin du Rhin, comte de Bentheim et de Rheineck, et de Gertrude, dame de Frise. Ils ont :
- Thierry (1139-1151) ;
- Florent III (1141-1190), comte de Hollande ;
- Otton Ier, comte de Bentheim ;
- Baudouin (mort en 1196), évêque d'Utrecht ;
- Thierry (nl) (mort en 1197), évêque d'Utrecht ;
- Robert (mort en 1190) ;
- Sophie, abbesse de l'abbaye de Rijnsburg en 1200.

Thierry VI a également plusieurs fils illégitimes.

## Galerie

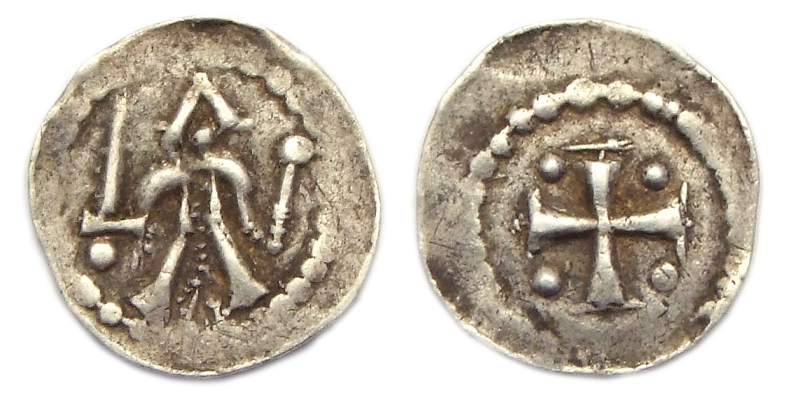
Effigie de Thierry VI sur une pièce datant d'environ 1140.
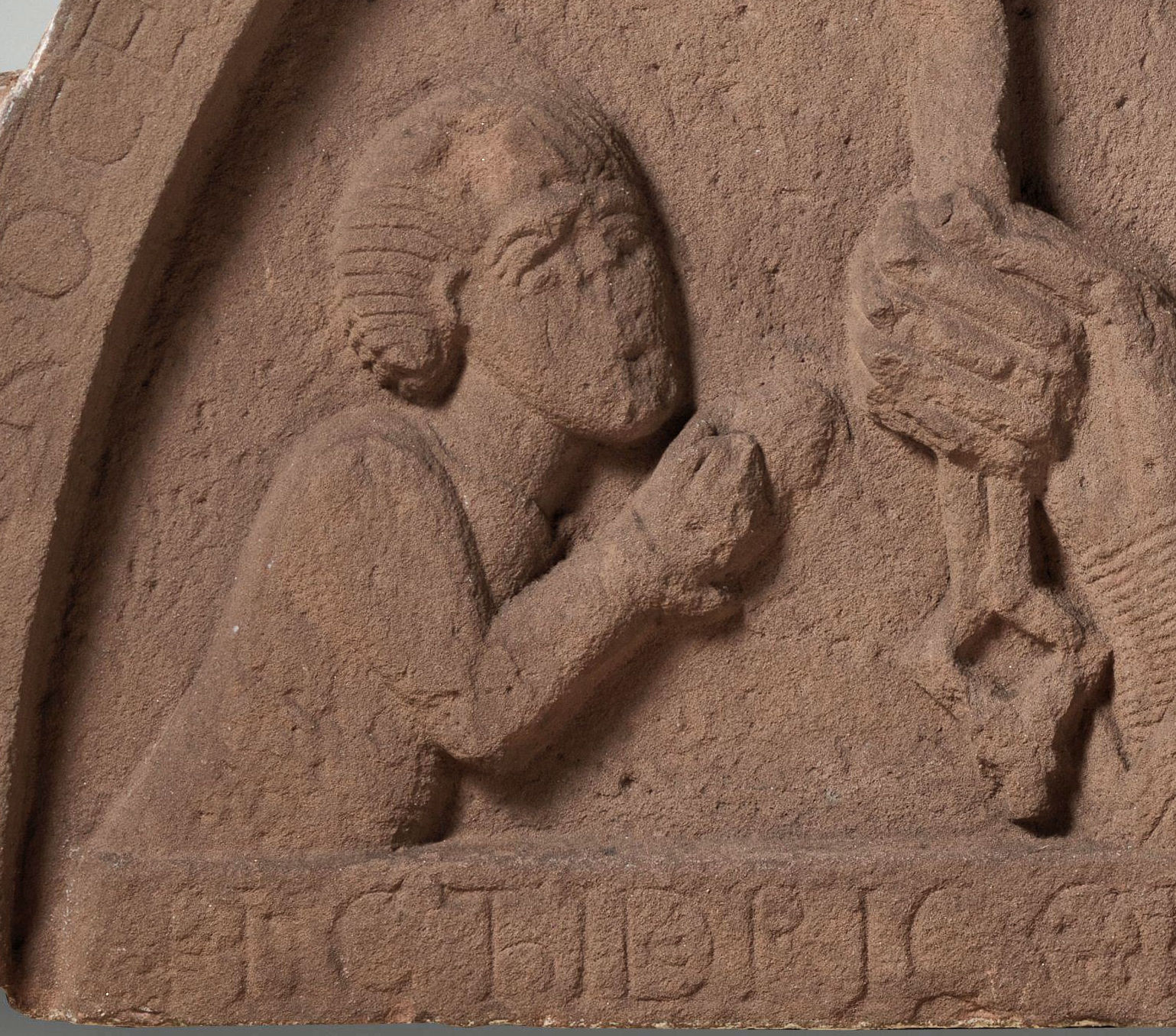
Thierry VI sur le tympan de l'abbaye d'Egmond (Rijksmuseum, 1130).
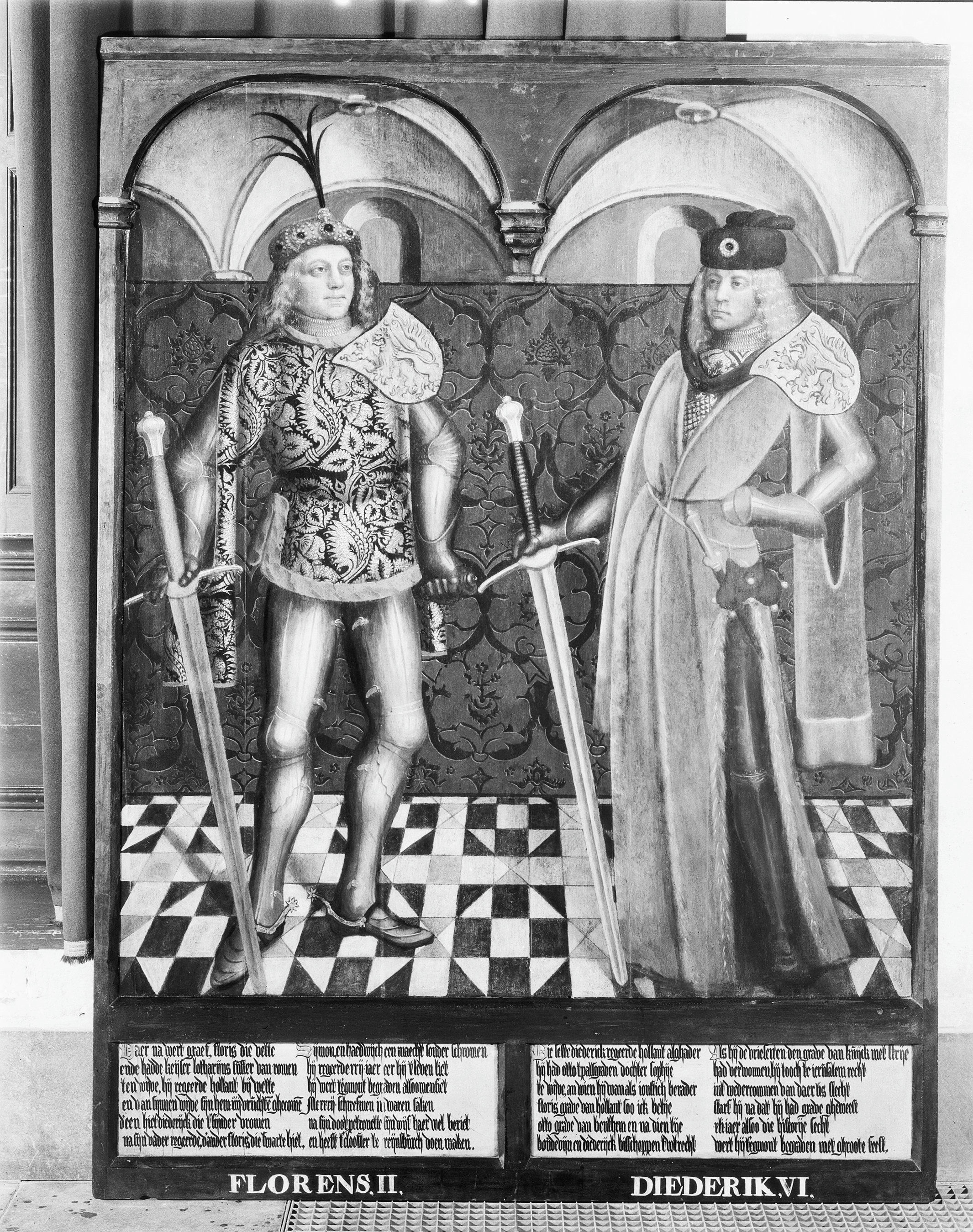
Thierry VI et Florent II (hôtel de ville de Haarlem, 1490).
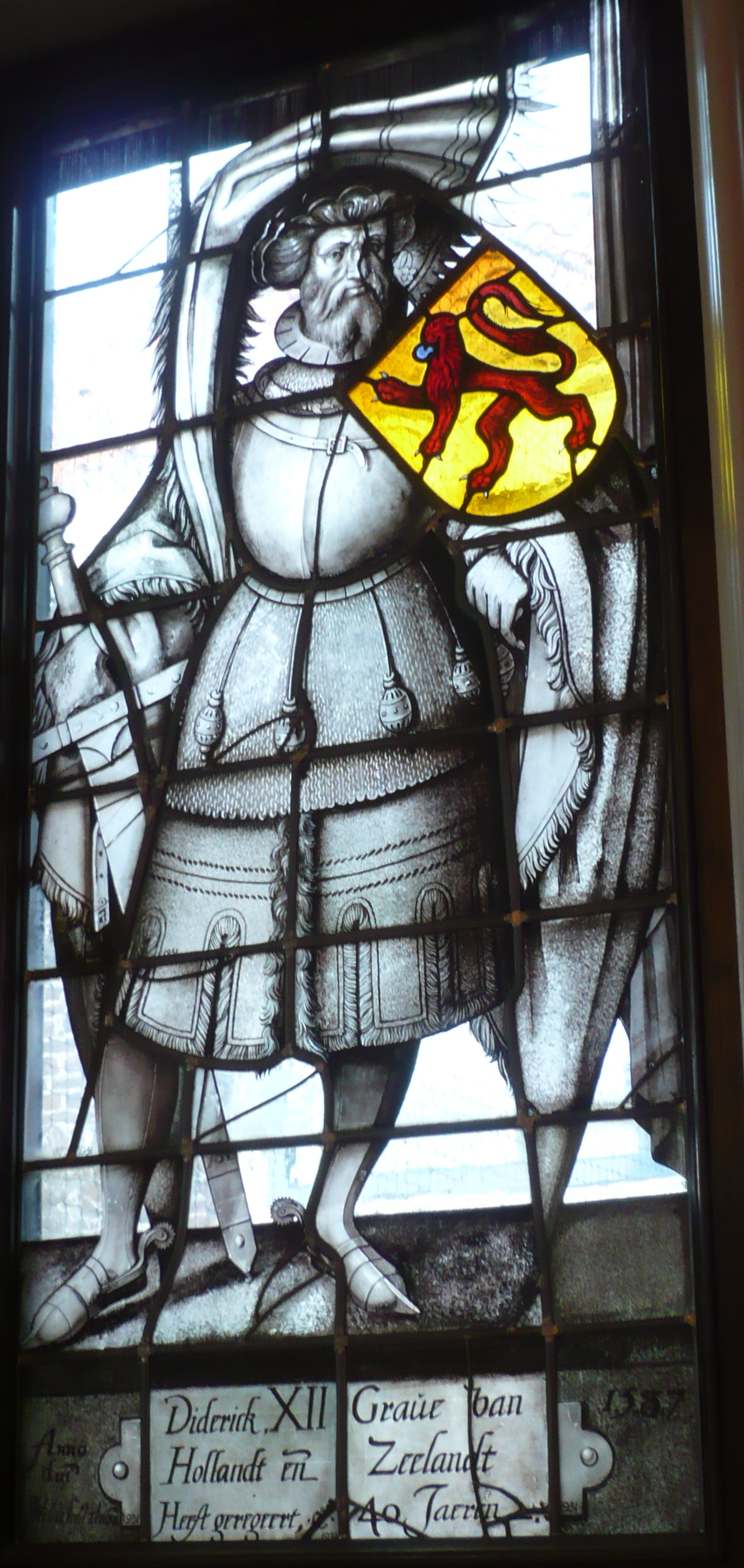
Vitrail d'après un dessin de Willem Thibaut (musée De Lakenhal, 1587).
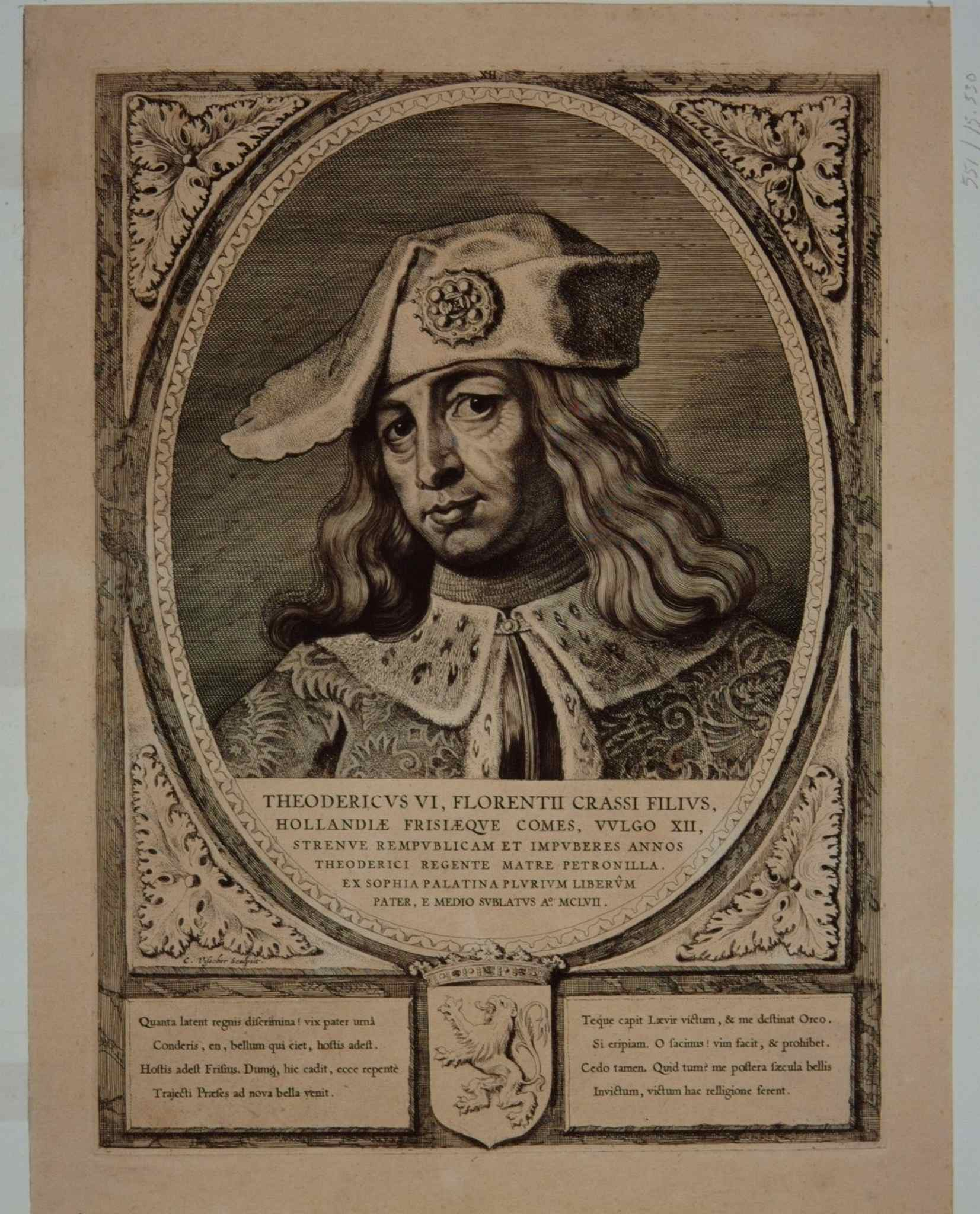
Gravure de Thierry VI de Hollande dans le Dordracum Illustratum (Dordrecht, 1650).
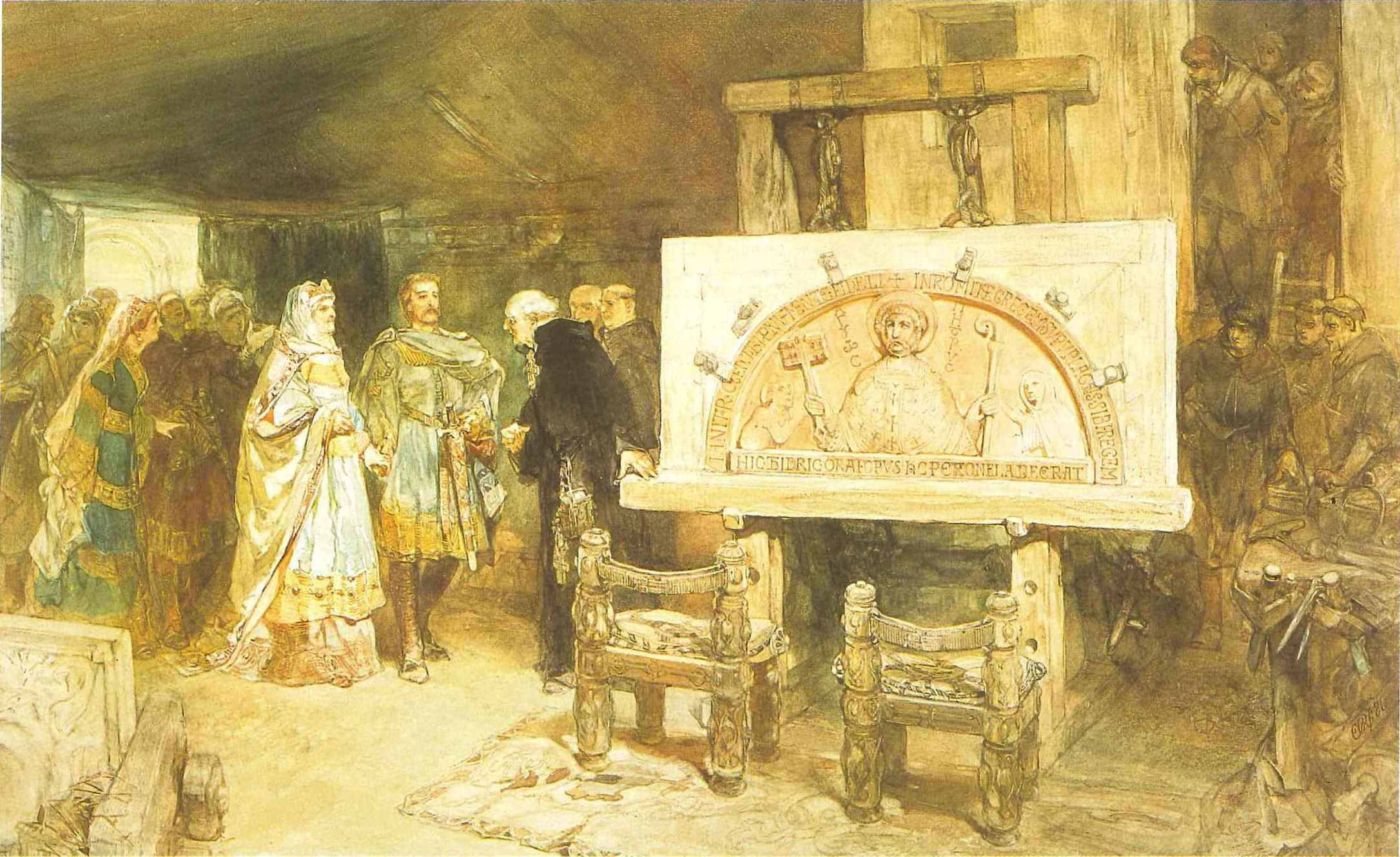
Le mécène : Thierry VI et sa mère visitent l’atelier de l'abbaye d'Egmond (Ch. Rochussen, 1881).